# Amarna Grab 19
Bei dem Grab 7 in der Nekropole der mittelägyptischen Stadt Amarna handelt es sich um das Grab des Sutua (Lesung des Namens unsicher, vielleicht auch Suti), der als Schatzhausvorsteher des Herren der beiden Länder  ein wichtiger Würdenträger am Hof in Achet-Aton war. Die Grabanlage, die zur südlichen Gräbergruppe gehört, wurde nie fertig gestellt. Es gibt eine in den Fels gehauene kleine, unfertige Grabkapelle, jedoch keine Grabkammer. Am Eingang zur Grabkapelle befindet sich eine sehr zerstörte Darstellung der Königsfamilie, wie sie den Sonnengott Aton anbetet. Darunter findet sich die Darstellung des Sutua und ein Gebet an Aton. Die Inschrift überliefert auch den Titel und Namen von Sutua.

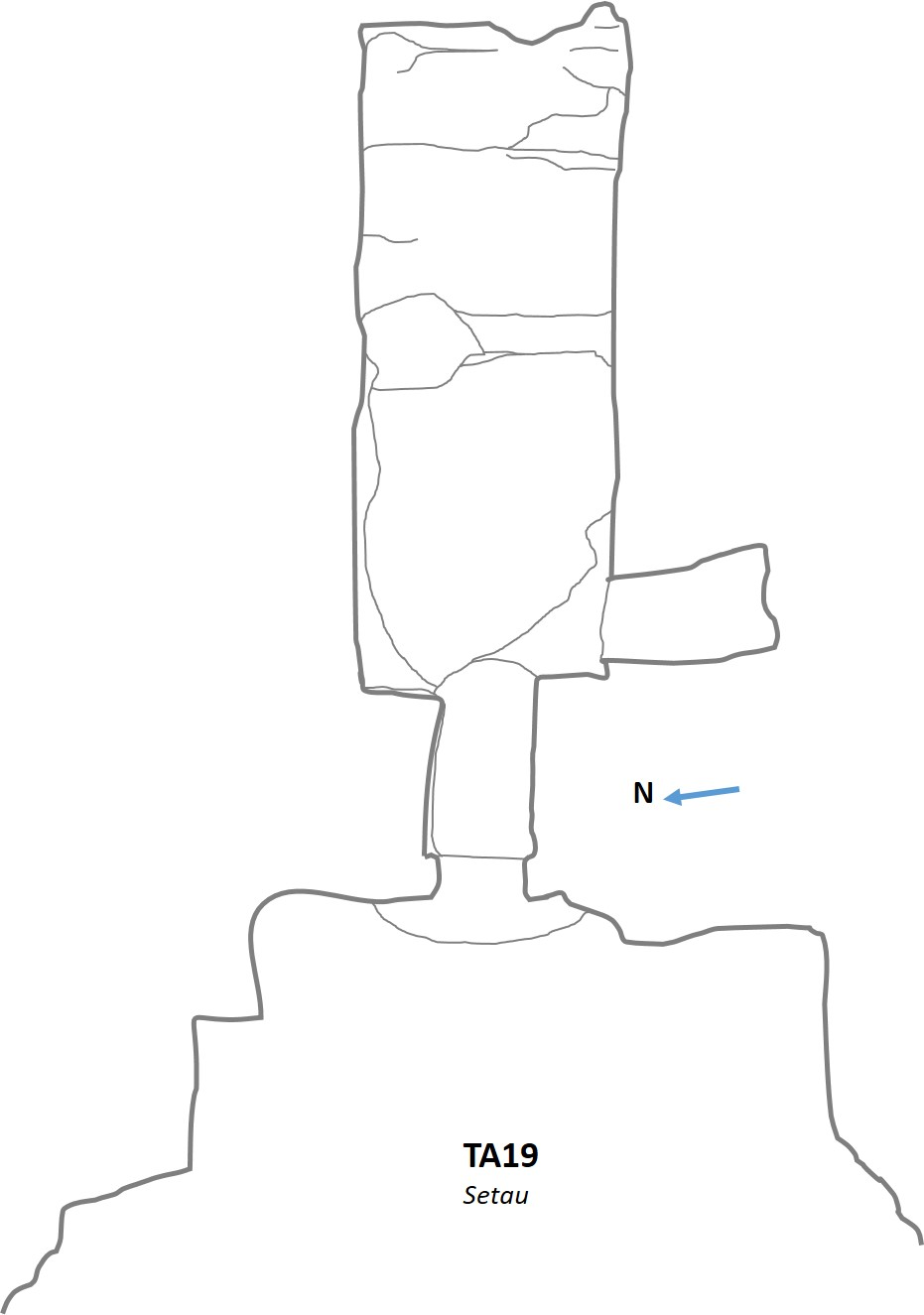
Plan der Grabanlage